# 청진공산대학
청진공산대학(淸津共産大學)은 함경북도 청진시에 위치한 조선민주주의인민공화국의 대학이다. 조선로동당, 근로 단체, 정부 기관 및 경제 기관 인재 양성 및 재교육을 하기 위하여 세워진 조선로동당의 상설적인 간부 양성 기관이다.
대학은 1946년 6월 1일에 세워졌다. 창립 당시에는 함경북도당학교(咸鏡北道黨學校)였고 1951년 6월 10일에 함경북도인민위원회간부학교가 통합되어 함경북도간부학교(咸鏡北道幹部學校)가 되었다가, 1960년 9월 1일에 청진공산대학으로 개칭되었다.
함경북도의 주요 시, 군과 주요 공업 지대들에 분교들을 설치하여 교육을 시행하고 있다.